# Shurland David
Shurland David (19 agosto 1974) è un ex calciatore trinidadiano, di ruolo difensore.

## Carriera

### Club
Ha giocato nel campionato trinidadiano e canadese.

### Nazionale
Ha esordito in Nazionale nel 1996, giocando 44 incontri sino al 2001.